# ديميتار لارغوف
ديميتار لارغوف (بالبلغارية: Димитър Ларгов)‏ (و. 10 سبتمبر 1936 في صوفيا - ت. 26 نوفمبر 2020 في صوفيا)، هو لاعب كرة قدم بلغاري دولي سابق كان يلعب في مركز الوسط. سبق له أن لعب في كأس العالم لكرة القدم مع منتخب بلاده في مونديال عام 1966. وشارك في دورة الألعاب الأولمبية الصيفية عام 1960.

## المسيرة الاحترافية

### أندية لعب لها
- سبتمفري صوفيا
- سلافيا صوفيا

## روابط خارجية
- ديميتار لارغوف على موقع الاتحاد الدولي (مؤرشف)  (الإنجليزية)
- ديميتار لارغوف على موقع قاعدة بيانات كرة القدم.إي يو (الإنجليزية)
- ديميتار لارغوف على موقع ناشيونال فوتبول تيمز (الإنجليزية)
- ديميتار لارغوف على موقع أوليمبيديا (الإنجليزية)